# Kushanku (kata)
Kushanku (公相君) é um kata praticado no caratê presente em vários estilos. No estilo Shotokan-ryu recebe o nome de Kanku. Sua introdução se deu como tributo ao mestre de chuan fa Kushanku, que o levou desde a China seu conhecimento em artes marciais, deixando-os em Okinawa, por quando em missão cometida pelo próprio imperador Tang.

## História
Quando o mestre Kushanku esteve em Okinawa, teve alguns alunos de sua arte marcial, dentre eles, Kanga Sakukawa, que se tornou proeminente, tendo ainda viajado até a China com Kushanku. Alguns acreditam que o mestre chinês tenha ensinado o kata Kusanku a Sakukaw, que, depois da partida definitiva do diplomata, o nomeou, como forma de prestar homenagem. Todavia, os fatos têm apontado para que Sakugawa tenha compilado todas as técnicas recebidas em duas formas, longa e curta, denominando, aí sim, o kata com o nome de seu mestre.

### Genealogia
Chuan fa
Tomari-te
Shuri-te
Shorin-ryu
Shito-ryu
Shotokan
Wado-ryu
Kobayashi-ryu
Matsubayashi-ryu
Shobayashi-ryu
Matsumura Seito
Isshin-ryu
Kenyu-ryu
Kyokushin

## Características e técnicas
Tradicionalmente, diz-se que o kata possui um repertório de golpes para serem usados durante a noite ou em ambientes na penumbra ou com pouca iluminação, haja vista que muitas das técnicas presentes (na forma mais antiga, praticada nos estilos Shorin-ryu e Shito-ryu) são evidentemente adaptadas a esse tipo de cenário. A finalidade, pois, é municiar o carateca com técnicas capazes de fazer frente a eventos fortuitos.
Dize-se que quando o mestre Funakoshi definiu que na sua escola o kata Kushanku teria um nome em japonês, levou em conta as técnicas para combate noturno. Tem em contra que a principal técnica é olhar em direcção ao céu, criou o nome Kanku (観空, Kankū, mirar o céu). Assim, posto que tais técnicas tenham sido alteradas, restando menos que nas variações mais tradicionais, o nome descreve mais importante técnica de luta.
A bem da verdade, no mundo hodierno parece fazer pouco sentido aprender técnicas de luta noturna, tanto quanto era antes do advento da iluminação eléctrica, quando as populações nas cidades e no campo restavam mais suscetíveis a tomadas de assalto e emboscadas noturnas. Entretanto, como defesa pessoal, as técnicas contidas no kata Kushanku podem ser utilizadas hoje, posto no mundo atual haver várias situações nas cidades nas quais, em último caso, quando o embate é inevitável, seriam úteis.
Uma luta em ambiente escuro, a despeito de ser a priori considerada uma desvantagem, pode ser revertida para uma vantagem, de modo que as noções básicas de combate da noite estão todas inclusas no kata. Mas isso não quer dizer que essa é a única finalidade, pois o seu conjunto de golpes e defesas é bastante flexível.
Sucede, todavia, que há outras versões do kata, como a dos estilos Shotokan-ryu[a] e Wado-ryu, nas quais, devido às modificações impressas pelos criadores dos estilos, se afastaram das características originais.
Uma técnica bastante peculiar é prostrar-se ao solo e depois mirar para cima. O que muitos consideram uma medida de pouca utilidade, na verdade, mostra claramente uma técnica se luta sob o luar, pois o lutador fica abaixo dos golpes adversários e, simultaneamente, consegue enxergar melhor contra o céu estrelado, para desferir o golpe com mais eficiência. Outros, porém, consideram isso um técnica contra nage waza, como é abaixar-se e atacar co'as mãos as pernas do oponente.
Outra técnica que muitas vezes não é bem percebida é a de toque (torite waza), que dão proteção extra ao permitir localizar o adversário por intermédio do tato, pois com pouca luz não é possível confiar totalmente na visão.
O kata, enfim, visa desenvolver a máxima atenção e os demais sentidos, além da visão: ao treiná-lo, o carateca trabalha a percepção de um ataque iminente e de distância e modos de revidar adaptáveis e estritos, pois co'a compreensão das técnicas faz com que não mais se desperdice energia, além do necessário, nem se assumam posturas rígidas, inflexíveis, mental e fisicamente. O kata Kusanku ensina a ativar os sentidos, focalizar a mente na percepção de perigo e elaboração da estratégia.

### Chatan Yara no Kushanku
Chatan Yara no Kushanku (北谷 屋良 の 公相君) é a variante criada/transmitida pelo mestre Yara Chatan, um dos primeiros mestres do te, de Oquinaua. É a mais longa e complexa das formas.

### Kushanku dai
Kushanku dai (公相君大)

### Kushanku sho
Kushanku sho (公相君小)

### Shiho Kushanku
Shiho kushanku (四方公相君) é uma variante baseada na longa, ou kushanku dai, que teria sido criado pelo mestre Anko Itosu, pero alguns argumentam que seria mesmo uma criação do mestre Kenwa Mabuni.  Sua principal distinção é desenvolver os movimentos em quatro direcções, tal como seu nome sugere.